# Wanda Jakubińska
Wanda Jakubińska-Szacka est une actrice de théâtre et de cinéma polonaise, née le 6 juillet 1903 à Radom et morte le 31 mai 1987 à Berlin-Ouest.

## Filmographie
au cinéma
- 1970 : Szkice warszawskie
- 1968 : Zmartwychwstanie Offlanda
- 1967 : Stajnia na Salvatorze : la voisine de Teresa
- 1966 : Marysia i Napoleon : une dame
- 1966 : Pieklo i niebo : Emilia Brzeska
- 1966 : Lénine en Pologne
- 1965 : Cendres
- 1964 : Przerwany lot
- 1964 : Spotkanie ze szpiegiem
- 1962 : Szpital
- 1961 : Swiadectwo urodzenia : Babina
- 1959 : Ostatni strzal
- 1958 : Kalosze szczescia
- 1957 : Trzy kobiety
- 1956 : Sprawa pilota Maresza
- 1954 : Uczta Baltazara
- 1954 : Cellulose : Jadwiga Lopaczewska
- 1954 : Trudna milosc
- 1954 : Autobus odjezdza 6.20 : Kowalski
- 1953 : Sprawa do zalatwienia
- 1952 : La Jeunesse de Chopin
- 1951 : Pierwszy start : la mère de Hania
- 1950 : Dwie brygady
- 1949 : D'autres nous suivront : une amie de la mère d'Anna
- 1949 : Une chaumière et un cœur : Bronia Kowalska
- 1947 : Chansons interdites
- 1938 : Serce matki
- 1938 : Gehenna : la mère d'Ania
- 1938 : Profesor Wilczur
- 1938 : Strachy